# Diecezja Saint Augustine
Diecezja Saint Augustine (łac. Dioecesis Sancti Augustini, ang. Diocese of Saint Augustine) jest diecezją Kościoła rzymskokatolickiego w metropolii Miami w Stanach Zjednoczonych. Swym zasięgiem obejmuje północną część stanu Floryda. Jest to najstarsza, historyczna diecezja na półwyspie Floryda.

## Historia
Terytorium Florydy do końca XVIII należało do diecezji Santiago na Kubie. Następnie od 1793 do nowo utworzonej diecezji Luizjany i Obu Floryd, z ordynariuszem rezydującym w Nowym Orleanie. W roku 1819 Stany Zjednoczone kupiły Florydę od Hiszpanii, jurysdykcyjnie tereny te przeszły pod zarząd prowincji kościelnej w Baltimore. W roku 1825 wyodrębniono Wikariat Apostolski Alabamy i Florydy z siedzibą w Mobile. Ówczesny zarządca ks. Michael Portier nie miał do pomocy żadnego kapłana. Dopiero w roku 1828 na teren Florydy wysłano katolickich misjonarzy. W roku 1850 utworzono diecezję Savannah, w której skład wchodziła część Florydy na wschód od rzeki Apalachicola. Z tych właśnie terenów w roku 1857 powstał Wikariat Apostolski Florydy z ks. Augustynem Verlot (1805-1876) na czele. Przyczynił się on do znacznego rozwoju wikariatu poprzez utworzenie sieci szkół katolickich, prowadzonych przez Braci i Siostry Miłosierdzia, sprowadził też na Florydę misjonarzy z Europy (głównie z Francji). Diecezja Saint Augustine została kanonicznie erygowana 11 marca 1870 roku przez papieża Piusa IX. Do roku 1956 była ona jedyną jednostką organizacyjną Kościoła w całym stanie Floryda. Podziały, głównie z lat 60. i 70.  XX wieku, wyodrębniły w sumie sześć nowych diecezji, które stały się częścią prowincji kościelnej ze stolicą w Miami.

## Ordynariusze
- John Marcellus Peter Augustine Verot PSS (1857–1876)
- John Moore (1877–1901)
- William John Kenny (1902–1913)
- Michael Joseph Curley (1914–1921)
- Patrick Joseph Barry (1922–1940)
- Joseph Patrick Hurley (1940–1967)
- Paul Francis Tanner (1968–1979)
- John Snyder (1979–2000)
- Victor Galeone (2001–2011)
- Felipe Estévez (2011–2022)
- Erik Pohlmeier (od 2022)